# Elmer O. Leatherwood

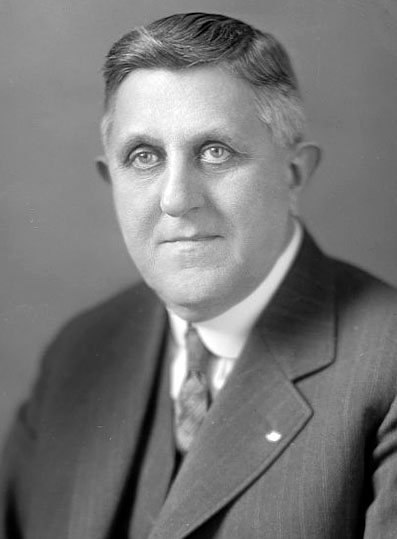
Elmer O. Leatherwood

Elmer O. Leatherwood (* 4. September 1872 im Pike County, Ohio; † 24. Dezember 1929 in Washington, D.C.) war ein US-amerikanischer Politiker. Zwischen 1921 und 1929 vertrat er den zweiten Wahlbezirk des Bundesstaates Utah im US-Repräsentantenhaus.

## Frühe Jahre und Aufstieg in Utah
Elmer Leatherwood besuchte die öffentlichen Schulen seiner Heimat. Im Jahr 1888 zog er nach Emporia in Kansas. Dort besuchte er bis 1894 die Kansas State Normal School. Nach einem Jurastudium an der University of Wisconsin und seiner Zulassung als Rechtsanwalt begann er ab 1901 in seinem neuen Beruf in Utahs Hauptstadt Salt Lake City zu arbeiten. Zwischen 1908 und 1916 war er Bezirksstaatsanwalt im dritten juristischen Bezirk von Utah.
Leatherwood wurde Mitglied der Republikanischen Partei. Im Jahr 1924 war er Delegierter zur Republican National Convention, auf der Präsident Calvin Coolidge für eine weitere Amtszeit nominiert wurde. Leatherwood war zu dieser Zeit auch Präsident einiger Firmen im Bergbau.

## Kongressabgeordneter
Bei den Kongresswahlen des Jahres 1920 wurde Elmer Leatherwood für den zweiten Wahlbezirk von Utah in das US-Repräsentantenhaus gewählt. Dort löste er am 4. März 1921 James Henry Mays ab. Nachdem er in den folgenden Wahlen jeweils in seinem Amt bestätigt wurde, verblieb Leatherwood bis zu seinem Tod im Jahr 1929 im Kongress. Zeitweise war er Vorsitzender des Ausschusses zur Kontrolle der Ausgaben für öffentliche Gebäude.